# ضابط متدرب

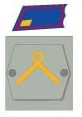

ضابط متدرب أو تلميذ مرشح (لأن يكون ضابط) هو رتبة يشغلها طلاب عسكريون أثناء تدريبهم ليصبحوا ضباطاً. في المملكة المتحدة، يتم استخدام الرتبة من قبل أعضاء الوحدات البحرية الملكية بالجامعة وفيلق تدريب ضباط الجامعة والسرب الجوي الجامعي، لكن هؤلاء ليسوا ضباطًا متدربين ومعظمهم لا ينضمون إلى القوات المسلحة.  
يستخدم مصطلح "ضابط متدرب" بالتبادل في بعض البلدان. 